# Parque Nacional do Cânion Negro de Gunnison
Black Canyon of the Gunnison National Park é uma área protegida dos Estados Unidos.